# Ateliers de la Dyle
Les Ateliers de la Dyle furent fondés en 1866 sous le nom de Société en Commandite A. Durieux et Cie par Aimé Durieux et Louis Bosmans à Louvain.

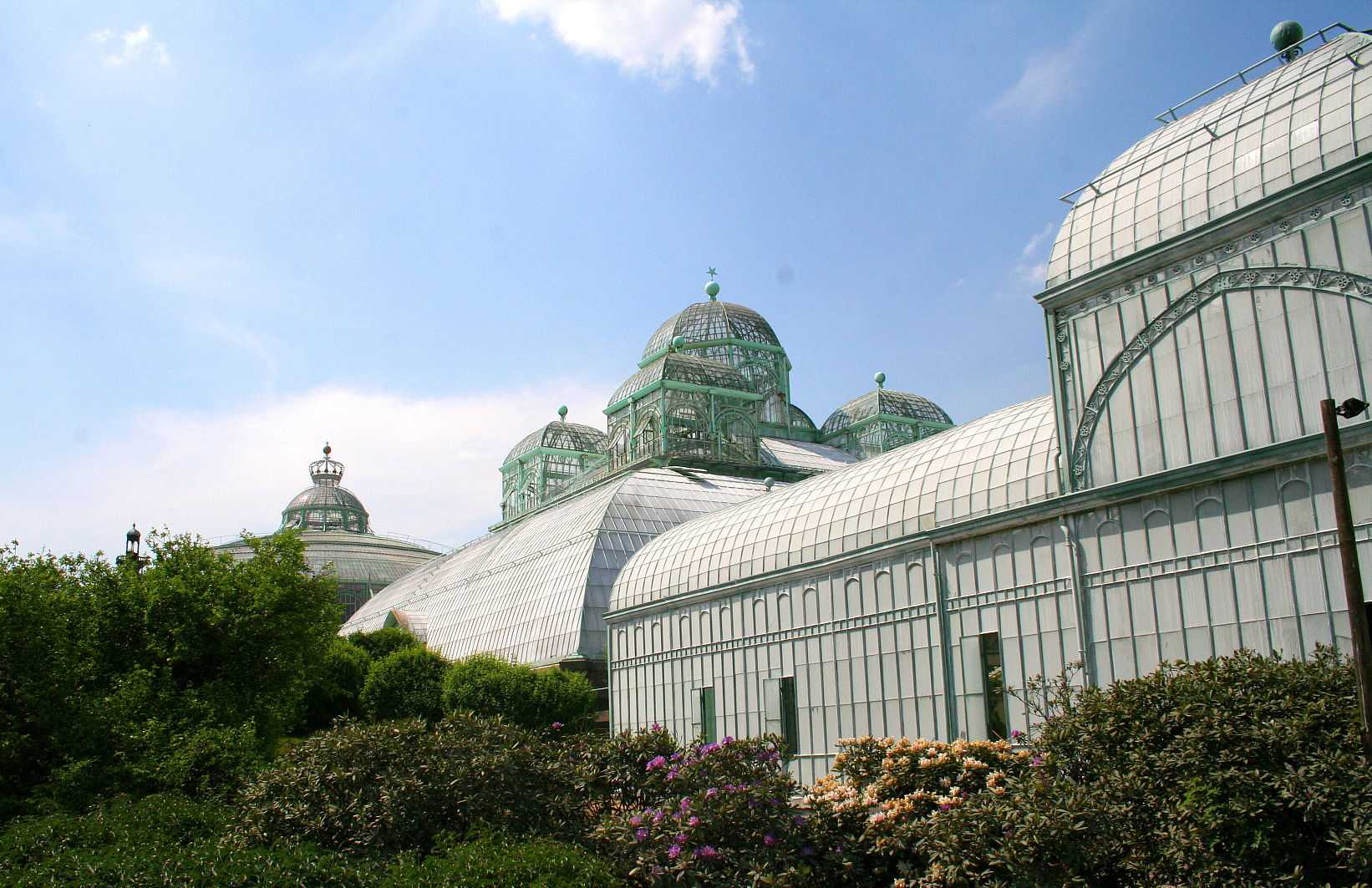
Les serres du chateau de Laeken.

Spécialisée dans les constructions métalliques, cette société construisait du matériel de voie et du matériel roulant ferroviaire et tramviaire, du matériel de manutention et des ouvrages de génie civil.
L'une de leurs productions emblématiques fut la charpente des serres royales de Laeken

## Historique
En 1879, la société fusionne avec la Société des Chantiers de Bacalan de Bordeaux pour former la Société de travaux Dyle et Bacalan. 
La reprise de la Société Belge Métallurgique de fabrication des Corps Creux intervient en 1902. C'est également la période ou les premiers véhicules automobiles sont fabriqués. En 1906, quelques voitures de luxe sortent des Ateliers de la Dyle, ainsi que des châssis pour ALP (Leroux-Pisart), SACA (de) et Hermes Italiana (de).
Avant le début de la Première Guerre mondiale, les ateliers de Louvain emploient 2 500 salariés. La société est active à l'exportation vers le Brésil, l'Espagne et l'Afrique du Sud. Les installations sont détruites durant le conflit .

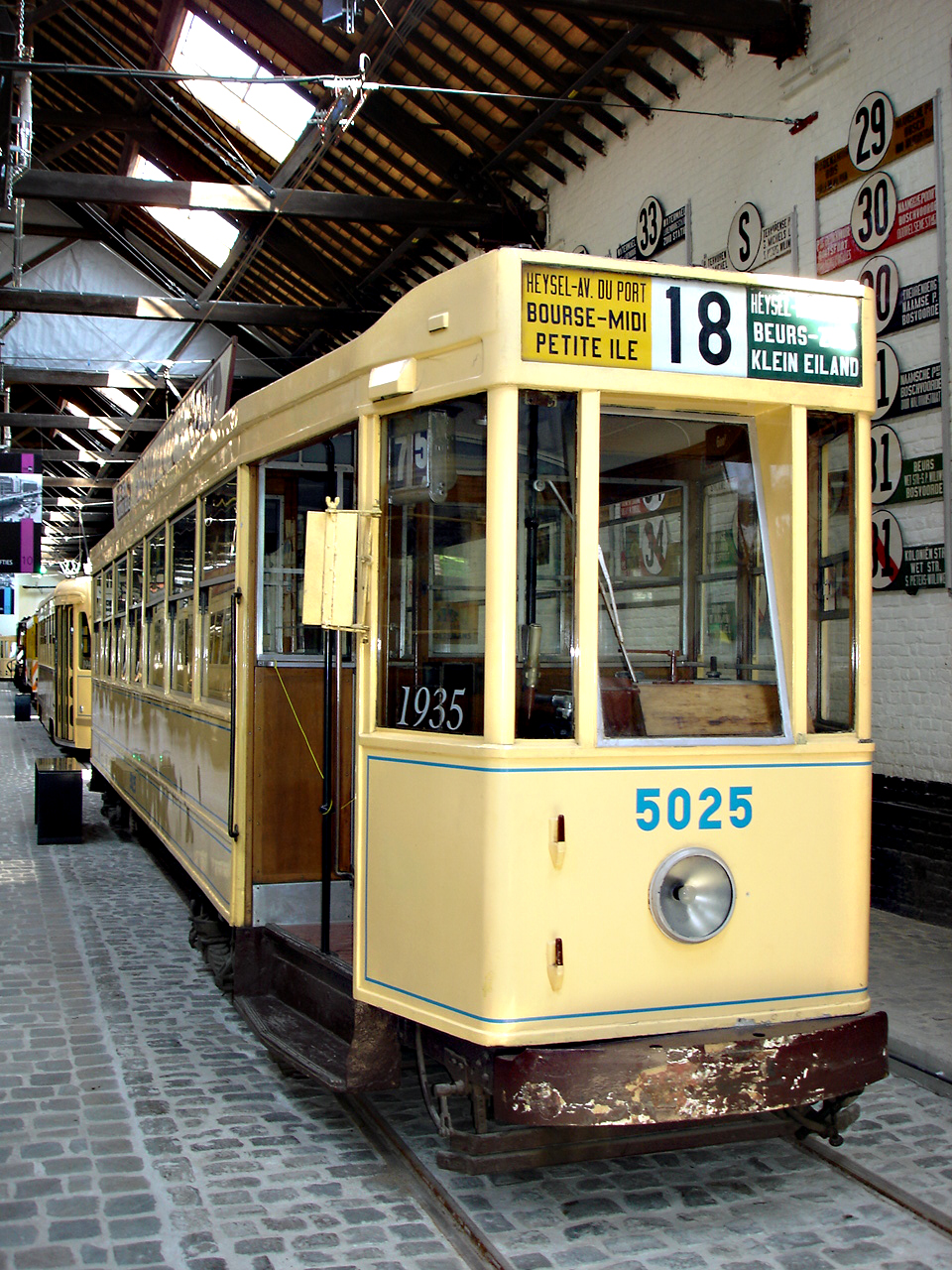
Un tram Dyle et Bacalan (1935)

En 1928, la société est scindée. Les activités belges redeviennent les Ateliers de la Dyle. Les installations sont à nouveau détruites durant la Seconde Guerre mondiale. En 1962, regroupement avec la SA Ateliers de construction de et à Familleureux pour former les Ateliers belges réunis, qui produisirent notamment les locotracteurs des séries 73, 80 et 84, ainsi que des caravanes
La production cesse en 1975.

### Articles  connexes
- Ateliers de construction de et à Familleureux
- Ateliers belges réunis